# Ludwig Wilhelm Neumann

Ludwig Wilhelm Neumann

Ludwig Wilhelm Neumann (* 7. Juli 1762 in Perleberg, Mark Brandenburg; † 30. November 1847 in Berlin) war seit 1837 für seine Verdienste um Berlin Ehrenbürger der Stadt.

## Leben
Neumann wurde in Perleberg geboren und studierte später Rechtswissenschaft an der Universität Halle. Er arbeitete ab 1787 als Referendar am Berliner Stadtgericht, wechselte ein Jahr später zum Kammergericht, wo er als Assessor eingestellt wurde. Im Jahr 1795 ging er wieder zum Berliner Stadtgericht zurück und im Jahr 1803 wurde er zum Justizrat ernannt. Im Jahr 1821 wurde er vom Königlichen Justizministerium berufen, bei der Reform des Prozessverfahrens mitzuwirken. Zu seinem fünfzigsten Dienstjubiläum bekam er 1837 das Ehrenbürgerrecht von Berlin verliehen.